# Forsskaolea
Forsskaolea es un género botánico con 4 especies de plantas perteneciente a la familia Urticaceae.

## Descripción
Son subarbustos o hierbas perennes, leñosas en la base, muchas veces con indumento rígido. Hojas alternas, pecioladas, crenado-dentadas, con 3 nervios basales; estípulas libres. Inflorescencias axilares, sésiles o subsésiles. Flores unisexuales en fascículos cimosos, incluidos en un involucro tubular-campanulado, de (2)3-6(8) brácteas, soldadas, densamente tomentosas; las flores masculinas numerosas, que rodean a las femeninas, con perianto tubular tri o penta-dentado, estambre 1, sin ovario rudimentario; las femeninas 1-5, en el centro del involucro, sin perianto, ovario tomentoso, estigma filiforme, papiloso-híspido. Aquenios ovoideo-comprimidos, lanudos, incluidos en el involucro. Semillas ovoideo- comprimidas.

## Taxonomía
El género fue descrito por Carlos Linneo y publicado en Opobals. Decl. 17. 1764.
Etimología;
Forsskaolea; nombre genérico otorgado en honor del botánico sueco Peter Forsskål.

## Especies seleccionadas
- Forsskaolea angustifolia
- Forsskaolea cossoniana
- Forsskaolea griersonii
- Forsskaolea tenacissima